# Владимир Даниловић Влада
Владимир Влада Даниловић (27. јул 1841, Ваљево – 1876) је био механџија и трговац, а у првом српско-турском рату 1876. године командовао је, као потпоручник, Ваљевском бригадом прве класе Народне војске Кнежевине Србије. Ова јединица је десткована у борбама на Великом Извору и на Тесици. Један од погинулих је био и Владимир Влада Даниловић.
Ова трагедија је тешко погодила варош на Колубари, а народ ваљевског краја је опевао Владу Даниловића у песмама:
Друго јесте Даниловић Влада

На дорату помамноме ждралу

Засукао руке до лаката

Сабљом сече, дорат ногом гази.

На Тимоку, на златном потоку

Ту погибе Даниловић Влада

И изгибе Ваљевска бригада.